# Георги Качака
Георги Качака или Георги Павликянина е единственият хайдутин от селата, формирали по късно град Раковски, за когото има запазени сведения. Той е известен и като Католишки хайдутин.

## Живот
Георги Павликянина (Качака) е роден в началото на 1820 г. в село Калъчлии (днес кв. Генерал Николаево на град Раковски). Той е от рода Петкови (Зотови). Няколко писма и една народна песен свидетелстват за част от неговия живот. Той е хайдутувал три години в родния си край, явно с малка дружина. Климатът в Пловдивското поле го е принудил да се присъедини към четата на Ангел войвода действаща в Източните Родопи. Съдбата на Качака след това не е известна.
През 1945 г. Антон Биков (под псевдонима Антон Грешний) издава в малка книжка събрани спомени за Георги Качака.
Според сведения, оставени от проф. Йосиф Гагов на проф. Георги Елдъров, Георги Качака е баща на баба му.